# XtreemOS
XtreemOS je operacijski sistem, osnovan na Linuxu, s podporo virtualnim organizacijam za Grid omrežja prihodnosti. 
Trenutno financiranje razvoja sistema XtreemOS ima obliko integriranega projekta Evropske komisije 6. okvirnega programa (FP6). Projekt, ki se je začel junija 2006, bo trajal 48 mesecev, do maja 2010. Projekt vodi INRIA, v njem pa sodeluje 19 raziskovalnih in industrijskih partnerjev iz Evrope in Kitajske.
Cilj projekta XtreemOS je načrt, izvedba, preizkušanje in distribucija odprtokodnega operacijskega sistema za Grid omrežja (imenovanega XtreemOS) z vgrajeno podporo za delovanje v virtualnih organizacijah. Operacijski sistem bo deloval na širokem naboru različnih platform, od računskih gruč do mobilnih naprav.
Pristop, ki se uporablja v projektu XtreemOS temelji na gradnji novega, delovanju v Grid omrežjih namenjenega operacijskega sistema, osnovanega na splošnonamenskem operacijskem sistemu Linux. Množica sistemskih storitev, ki bodo nadgrajevale storitve klasičnega Linux jedra, bo uporabniku omogočala mnoge storitve, ki jih danes ponujajo ustrezni »middleware« sistemi, kakršen je npr. Globus Toolkit. Linux jedro bo nadgrajeno s podporo virtualnim organizacijam, ki združujejo množico fizičnih vozlišč, in bo uporabniškemu programju ponujalo programske vmesnike do storitev povezanih z delovanjem v Grid omrežjih.
Namestitev operacijskega sistema XtreemOS na vsako vozlišče vključeno v Grid omrežje bo omogočila storitve, kakršne ponuja tradicionalen operacijski sistem posameznemu računalniku, na nivoju celotnega omrežja: abstrakcijo strojne opreme in zanesljivo ter varno deljenje računskih virov (procesorskih zmožnosti, pomnilnika, ipd.) med različnimi uporabniki. Delo uporabnikov v virtualnih organizacijah bo lažje, saj bodo imeli (v kar največji meri) vtis dela z enim samim, tradicionalnim računalnikom. Prihranjena jim bo skrb za zapletene podrobnosti upravljanja z viri v široko porazdeljenem okolju. Integracija podpore za nekatere storitve v omrežjih Grid v samo jedro operacijskega sistema bo omogočila bolj robustno in varno infrastrukturo, ki jo bodo sistemski administratorji laže upravljali.
Projekt stremi tudi k temu, da bi poleg razvoja platforme pritegnila tudi skupnost razvijalcev, ki bi izkoristili možnosti razširitve sistema Linux, ki jih predstavlja XtreemOS, ter jih vzdrževali. Zato so številne projektne razvojne odločitve usmerjene k čim enostavnejšemu sodelovanju s skupnostim odprtega programja.
Glavni izziv projekta XtreemOS je nuditi preprostost rabe sistema, skrbništva nad sistemom ter zanesljivost, primerljivo z običajnimi operacijskimi sistemi. Hkrati želi izkoristiti raznoliko in vsepristono platformo ter s tem omogočiti visoko hitrostjo delovanja in razširljivost. Hkrati projekt gradi referenčno platformo za Internet prihodnosti Arhivirano 2013-01-20 na Wayback Machine.. 